# Johan Cruijff Schaal 2022
De wedstrijd om de Johan Cruijff Schaal 2022 werd op zaterdag 30 juli 2022 gespeeld. De wedstrijd vond plaats in de Johan Cruijff ArenA in Amsterdam. Landskampioen Ajax, bij aanvang negenvoudig winnaar en voor de negentiende keer deelnemer, treedt aan tegen bekerwinnaar PSV, bij aanvang twaalfvoudig winnaar en voor de twintigste keer deelnemer.
Het is de derde editie op rij dat Ajax en PSV tegenover elkaar staan om de Nederlandse Supercup. In de voorlaatste editie (2019) won Ajax met 2–0. De wedstrijd in 2021 wonnen de Eindhovenaren met ruime cijfers (0–4) van de Amsterdammers.
PSV won de wedstrijd met 3-5 door doelpunten van Guus Til (3x), Cody Gakpo en Xavi Simons. Voor Ajax scoorden Steven Bergwijn, Antony en Mohammed Kudus. Ajacied Calvin Bassey kreeg twaalf minuten voor tijd een rode kaart na een overtreding op Ismael Saibari.
Beide trainers, Alfred Schreuder en Ruud van Nistelrooij, trainden hun eerste officiële wedstrijd bij de club.

## Wedstrijddetails
|                                             |                                                                             |       | | |
| Johan Cruijff Schaal 30 juli 2022 20:00 uur | Ajax                                                                        | 3 – 5 | PSV | Stadion: Johan Cruijff ArenA, Amsterdam Toeschouwers: 52.000 Scheidsrechter: Dennis Higler Assistenten: Mario Diks Assistenten: Charl Schaap Vierde official: Sander van der Eijk Video-assistent: Jochem Kamphuis AVAR: Rogier Honig |
| Johan Cruijff Schaal 30 juli 2022 20:00 uur | 15' Steven Bergwijn Owen Wijndal 54' Antony Owen Wijndal 72' Mohammed Kudus |       | 32', 45+2', 69' Guus Til Cody Gakpo; Cody Gakpo; Luuk de Jong 65' Cody Gakpo 90+1' Xavi Simons Joey Veerman | Stadion: Johan Cruijff ArenA, Amsterdam Toeschouwers: 52.000 Scheidsrechter: Dennis Higler Assistenten: Mario Diks Assistenten: Charl Schaap Vierde official: Sander van der Eijk Video-assistent: Jochem Kamphuis AVAR: Rogier Honig |
| Johan Cruijff Schaal 30 juli 2022 20:00 uur |                                                                             |       | | Stadion: Johan Cruijff ArenA, Amsterdam Toeschouwers: 52.000 Scheidsrechter: Dennis Higler Assistenten: Mario Diks Assistenten: Charl Schaap Vierde official: Sander van der Eijk Video-assistent: Jochem Kamphuis AVAR: Rogier Honig |
| Johan Cruijff Schaal 30 juli 2022 20:00 uur |                                                                             |       | | Stadion: Johan Cruijff ArenA, Amsterdam Toeschouwers: 52.000 Scheidsrechter: Dennis Higler Assistenten: Mario Diks Assistenten: Charl Schaap Vierde official: Sander van der Eijk Video-assistent: Jochem Kamphuis AVAR: Rogier Honig |
|                                             |                                                                             |       | | |

| Ajax | PSV |

|                  |    |                     |           |
|                  |    |                     |           |
| DM               | 16 | Jay Gorter          |           |
| RV               | 15 | Devyne Rensch       | 90'       |
| CV               | 2  | Jurriën Timber      | 73'       |
| CV               | 17 | Daley Blind         |           |
| LV               | 5  | Owen Wijndal        | 62'       |
| RM               | 23 | Steven Berghuis     | 41' 62'   |
| CM               | 4  | Edson Álvarez       | 45+4'     |
| LM               | 8  | Kenneth Taylor      | 85'       |
| LB               | 7  | Steven Bergwijn     |           |
| SP               | 10 | Dušan Tadić         | 90+7'     |
| RB               | 11 | Antony              | 73'       |
| Wisselspelers:   |    |                     |           |
| DM               | 22 | Remko Pasveer       |           |
| VD               | 3  | Perr Schuurs        | 85'       |
| VD               | 12 | Sean Klaiber        |           |
| VD               | 25 | Youri Baas          |           |
| VD               | 33 | Calvin Bassey       | 62' 78'   |
| MV               | 6  | Davy Klaassen       | 73' 79'   |
| MV               | 20 | Mohammed Kudus      | 62' 90+4' |
| MV               | 26 | Youri Regeer        |           |
| MV               | 28 | Kian Fitz-Jim       |           |
| AV               | 9  | Brian Brobbey       | 73'       |
| AV               | 30 | Mohamed Daramy      |           |
| AV               | 35 | Francisco Conceição |           |
| Coach:           |    |                     |           |
| Alfred Schreuder |    |                     |           |

|                      |    |                           |            |
|                      |    |                           |            |
| DM                   | 1  | Walter Benítez            | 41'        |
| RV                   | 2  | Ki-Jana Hoever            | 62'        |
| CV                   | 3  | Jordan Teze               |            |
| CV                   | 4  | Armando Obispo            |            |
| LV                   | 31 | Philipp Max               |            |
| CM                   | 6  | Ibrahim Sangaré           | 71'        |
| CM                   | 23 | Joey Veerman              |            |
| LB                   | 11 | Cody Gakpo                | 73'        |
| AM                   | 20 | Guus Til                  | 73'        |
| RB                   | 27 | Johan Bakayoko            | 62'        |
| SP                   | 9  | Luuk de Jong              | 89'        |
| Wisselspelers:       |    |                           |            |
| DM                   | 16 | Joël Drommel              |            |
| DM                   | 24 | Boy Waterman              |            |
| VD                   | 5  | André Ramalho             | 62' ( 89') |
| VD                   | 26 | Derrick Luckassen         |            |
| VD                   | 29 | Phillipp Mwene            |            |
| VD                   | 35 | Fredrik Oppegård          |            |
| MV                   | 7  | Xavi Simons               | 73'        |
| MV                   | 8  | Marco van Ginkel          |            |
| MV                   | 15 | Érick Gutiérrez           | 73'        |
| MV                   | 28 | Ismael Saibari            | 62'        |
| MV                   | 37 | Richard Ledezma           | 89'        |
| AV                   | 33 | Sávio Moreira de Oliveira |            |
| Coach:               |    |                           |            |
| Ruud van Nistelrooij |    |                           |            |

| Johan Cruijff Schaal 2022 |
| ------------------------- |
| PSV 13de titel            |

1949 · 1989 · 1991 · 1992 · 1993 · 1994 · 1995 · 1996 · 1997 · 1998 · 1999 · 2000 · 2001 · 2002 · 2003 · 2004 · 2005 · 2006 · 2007 · 2008 · 2009 · 2010 · 2011 · 2012 · 2013 · 2014 · 2015 · 2016 · 2017 · 2018 · 2019 · 2020 · 2021 · 2022 · 2023 · 2024